# Woljeongsa
Woljeongsa (koreanska: 월정사) är ett buddhisttempel i 
Taebaekbergen i landskommunen Pyeongchang i Gangwonprovinsen i Sydkorea. Det grundades som en enkel hydda i Silla år 643 av munken Jajang, men förföll snabbt. 
Fler eremithyddor byggdes och efterhand fick Woljeongsa status som ett riktigt tempel. Det har brunnit ner vid flera tillfällen och under Koreakriget förstördes ett tiotal av byggnaderna. Tempelkomplexet återuppbyggdes med början år 1964 och består idag av 60 tempel, 22 pagoder och åtta kloster. Den 15,2 meter höga niovåningspagoden kulturskyddades år 1962.
Templet har kurser för noviser som vill prova på att leva som buddhister och har femton gästrum.